# Raul Merzario
Raul Merzario (Como, 28 maggio 1946 – 14 gennaio 2006) è stato uno storico italiano.
Dedicò particolari riferimenti all'età moderna e all'area alpina.

## Biografia
Raul Merzario nasce a Como il 28 maggio 1946 da una famiglia d'imprenditori attivi nel ramo serico. Dopo gli studi tecnico-commerciali, si iscrive all'Università Bocconi di Milano, dove si laurea 14 novembre 1969 e completa gli studi con una seconda laurea conseguita presso la Libera Università degli Studi di Trento il 27 gennaio 1973 in Sociologia. In seguito da quell'anno fino al 1985, Merzario ha prestato servizio presso l'Università degli Studi della Calabria, Facoltà di Scienze Economiche e Sociali, in qualità di borsista, contrattista, incaricato esterno, stabilizzato e poi professore associato, insegnando Storia economica e sociale dell'età moderna e contemporanea, Problemi dello sviluppo italiano con particolare riguardo al Mezzogiorno, Storia della popolazione e Storia economica e sociale dell'età moderna e contemporanea. Dal 1986 al 1989 è stato professore associato di Storia della popolazione presso la Facoltà di Economia e Commercio dell'Università di Ancona e dal 1989 al 1992 professore associato di Storia moderna presso la Facoltà di Scienze Politiche dell'Università di Padova. Dal 1º novembre 1992 si è trasferito alla Facoltà di Lettere e Filosofia dell'Università Statale di Milano dove ha insegnato prima Metodi quantitativi applicati alla storia, poi Storia economica dell'età moderna e infine Storia economica e sociale dell'età moderna. Nel 1996-97 è stato inoltre titolare del corso di Storia economica moderna e contemporanea presso l'Università della Svizzera italiana con sede a Lugano.

## Dai primi lavori al «paese stretto».
Fin dalla tesi di laurea discussa presso l'Università Bocconi, Merzario mostra uno scarso interesse per ricerche di carattere meramente economico, convinto della necessità di unire i fatti sociali, politici e culturali in un contesto più ampio. Queste idee vengono sviluppate nel suo primo lavoro pubblicato, Signori e contadini di Calabria. Corigliano Calabro dal XVI al XIX secolo, frutto della rielaborazione della tesi di laurea in Sociologia svolta sotto la supervisione di Claudio Rotelli. Se per certi versi quella ricerca può apparire tradizionale, al tempo accese diversi dibattiti all'interno della storiografia italiana e internazionale, con posizioni contrastanti soprattutto sull'impostazione metodologica. Gli elementi di novità risiedevano nella valorizzazione di alcune fonti allora poco sfruttate dall'analisi storica, in particolare gli archivi parrocchiali e privati, ma anche nella molteplicità degli approcci volta ad offrire una lettura complessa di una comunità calabrese, osservandone gli avvenimenti susseguitisi nel corso di ben tre secoli dalla doppia prospettiva, quella dei signori e dei contadini. Era soprattutto quest'ultima la prospettiva assente allora negli studi storici. L'esigenza di guardare agli strati inferiori della popolazione sarebbe aumentata nel corso degli anni seguenti da parte di tutta la storiografia italiana, in particolare della corrente microstorica, che andava apertamente in contrasto con le grandi ricostruzioni analitiche marxiste, struttural-funzionaliste e quantitative di Fernand Braudel e della storiografia delle Annales. Il lavoro su Corigliano Calabro apriva a queste prospettive e l'opera è stata poi un po' dimenticata anche dagli studiosi di storia meridionale, forse per il fatto che Merzario diventerà lo storico delle comunità alpine, ma conteneva già allora molti dei temi che l'autore comasco avrebbe affrontato nei suoi lavori successivi, con le relative medotologie.
Queste concezioni furono sviluppate anche in seguito dallo stesso Merzario, in un libro tuttavia mai nato dal titolo Il pane della festa: un secolo di vita violenta attraverso i processi criminali della diocesi di Como 1550-1650. Al centro dell'analisi vi era la vita quotidiana di un insieme di comunità dell'area subalpina e che affrontava un ventaglio ampio di temi che spaziavano dalla relazione fra i due sessi alla cultura popolare. Le osservazioni mosse dai suoi colleghi e amici portarono Merzario a occuparsi probabilmente di un tema in particolare: il mercato matrimoniale nelle valli alpine. Il tema si prestava a una indagine proficua, a causa dello squilibrio esistente fra uomini e donne nelle montagne e dal ferreo sistema di reciprocità relativo alle scelte famigliari e individuali.
Questa operazione di ripensamento del tema del mercato matrimoniale è quindi all'origine delle ricerche inerenti a Il paese stretto: strategie matrimoniali nella diocesi di Como, secoli 16.-18., Torino, Einaudi, 1981, un libro che ha segnato profondamente la storiografia, aprendo un ampio dibattito al suo interno, con ampio eco sulla stampa (apparvero recensioni su La Stampa, La Repubblica, L'Unità, Panorama e molti altri fra quotidiani e giornali. Nonostante i giudizi contrastanti, il libro ebbe il merito di stimolare discussioni ampie di carattere metodologico sulla ricerca e l'analisi dei dati, sui problemi e i metodi utilizzati. Al centro dell'indagine - realizzata su fonti allora poco esplorate, i processetti per dispense matrimoniali - stava la consapevolezza della necessità di andare al di là di una ricostruzione genealogica e strutturale delle famiglie, recuperando invece una dimensione diacronica più ampia che investisse le strategie, i sistemi famigliari, gli scambi matrimoniali nel tentativo di gestire le risorse economiche e sociali da parte delle comunità.

## La storia economica e «Il capitalismo nelle montagne»
Chiuse le discussioni intorno alle strategie matrimoniali, Merzario continuò ad occuparsi di emigranti alpini, indagando questa volta aspetti più propriamente di storia economica e sociale, in primo luogo le relazioni fra parentela e sistemi economici. Il ritorno alla storia economica fu accompagnato da un preciso progetto metodologico: l'idea che si potesse fare una storia economica basata non solo sui numeri, accumulando dati quantitativi, ma anche portando l'attenzione sugli uomini e la loro singolarità. Quattro comunità dell'area pedemontana fra il basso comasco e i baliaggi svizzeri furono dunque al centro del libro, analizzati ancora una volta grazie a una ricca messe di fonti archivistiche, che spaziavano dagli Stati delle anime ai lavori preparatori al catasto carolino-teresiano. La diversità delle quattro comunità, la presenza di altrettanti sistemi economici e sociali differenti fra loro, con le loro regole e i loro mercati del lavoro, rese possibile l'avvio dell'industria serica in un'unica area dove esistevano particolari condizioni (organizzazione del mercato del lavoro e strutture famigliari) in grado di sposare le necessità delle nuove attività emergenti. Se uomini e donne tornavano così protagonisti di un processo d'industrializzazione che li aveva invece visti in precedenza troppo silenti, Merzario rivedeva poi alcuni pregiudizi riguardanti l'industrializzazione. Quest'ultima, infatti, si sarebbe verificata, con particolare riferimento all'Italia, in un'area apparentemente disagiata, quella montana e quella alpina in particolare.

## La storia delle migrazioni e la storia alpina
La storia alpina era rimasta sempre al centro degli interessi di Merzario, facendo da sfondo a molti suoi lavori fin dalla tesi di laurea alla Bocconi e con l'eccezione degli studi condotti in Calabria. Le migrazioni erano l'altro elemento centrale delle sue analisi, ma se fino a Il capitalismo nelle montagne, l'autore le aveva affrontate con la prospettiva di seguire le orme dei migranti, negli ultimi lavori matura una convinzione opposta. In linea con i recenti studi sulla migrazioni alpine, Merzario comprende la necessità dell'importanza di studiare i fenomeni che le migrazioni producevano sulle località di origine e su coloro che restavano. I due studi degli anni novanta, Anastasia e Adamocrazia, si collocano dunque in questa prospettiva volta a considerare le relazioni fra «chi resta» e «chi parte» in giro per il mondo. Ancor di più, le migrazioni, di qualunque epoca, non si potevano studiare esclusivamente dal punto di vista dei luoghi d'arrivo (in particolare le città), ma era necessario studiarle dai paese di partenza. 
Grazie a un processo contro Anastazia Provino, donna di Meride, piccolo villaggio del Canton Ticino, Merzario indaga la diffusione del coitus interruptus, pratica contraccettiva appresa dai migranti nei loro viaggi in giro per il mondo e poi riportata nei loro villaggi. Al di là dei dubbi sull'eventuale diffusione di queste pratiche, il processo è lente che permette allo storico comasco di ricostruire le gerarchie sociali e le strategie economiche di un'intera comunità. Al centro vi era l'anello debole della catena: la donna (Anastasia), vedova e con un figlio da crescere in un ambiente ostile e governato dai maschi. Grazie a questa disamina, Merzario riesce anche a sfatare un altro «mito» storiografico relativo all'arretratezza delle montagne: proprio in quei villaggi alpini si era diffuso precocemente uno dei principali simboli del processo di modernizzazione, il controllo inconsapevole delle nascite.
Con Adamocrazia, invece, Merzario culminerà quel progetto di studio della vita di una comunità alpina che era partito fin dagli anni settanta. Il libro mette infatti in luce i problemi della divisione sessuale del lavoro presente nelle aree di montagna a causa dei fenomeni migratori stagionali, con donne che rimangono nel villaggio e uomini istruiti che giravano l'Europa in cerca di lavoro, inviando poi le loro rimesse verso casa. Questa divisione emergeva fin dall'infanzia, con i maschi inviati a scuola dal cappellano del paese, ma si accentuava quando le donne - rimaste sole - dovevano sovrintendere a tutte le mansioni della vita economica e sociale, pur non avendo pieni poteri decisionali. Questi ultimi rimanevano di pertinenza del «capofamiglia altruista» che dall'esterno - tramite lettere e missive a notai e parroci - cercava di mantenere «il fuoco accesso», garantendo la sopravvivenza delle antiche istituzioni della famiglia e dei suoi diritti comunitari.

## Il fuoco acceso
Il «fuoco acceso» rappresenta l'ultima fatica di Merzario, portata a termine assieme a Luigi Lorenzetti. L'opera raccoglie e rielabora numerosi dei temi affrontati a partire dai primi studi sul mercato matrimoniale in area alpina, rispondendo ad alcune domande legate in primo luogo alle implicazioni e agli effetti dell'emigrazione dalle valli alpine italiane sulla vita famigliare e sulle relazioni all'interno dei nuclei domestici e, in secondo luogo, all'analisi comparata dei comportamenti famigliari e comunitari.
Il volume doveva essere quindi l'occasione per approfondire alcuni aspetti che dovevano portare a rivedere immagini ormai stereotipate dell'emigrazione alpina. Partendo dall'attenzione mostrata per la condizione femminile, oggetto dell'indagine è la presenza delle donne nei flussi migratori dalla comunità di valle, il loro ruolo nel mercato del lavoro, in qualità di apprendiste o domestiche nelle botteghe e nelle case di nobili, gli spazi di autonomia che riuscivano a mantenere. Merzario segnalò a varie riprese la possibilità per le donne di assumere funzioni e cariche tipicamente maschili: dai raduni per prendere decisioni riguardanti la comunità, all'«affratellamento antenuziale», ovvero l'accordo con cui un padre adottava il proprio futuro genero prima di concedergli la mano della figlia (che diventa così sorella del marito). Altri temi d'indagine avrebbero dovuto essere il tema della vecchiaia e dell'assistenza agli anziani, analizzando da un lato i sistemi ereditari, dall'altro la solidarietà famigliare e comunitaria.

## Opere
Una Bibliografia di Raul Merzario è presente in Levati, Stefano. Lorenzetti, Luigi (a cura di). Dalla Sila alle Alpi: l'itinerario storiografico di Raul Merzario. Milano, FrancoAngeli, 2008, alle pp. 153–154; un elenco delle pubblicazioni è presente anche in https://web.archive.org/web/20140222231559/http://www.centrostudimerzario.it/raul-merzario/pubblicazioni.html

### Monografie
- Signori e contadini di Calabria: Corigliano Calabro dal 16. al 19. secolo. Milano: A. Giuffre, 1975.
- Il paese stretto: strategie matrimoniali nella diocesi di Como, secoli 16.-18. Torino Einaudi, 1981.
- Il capitalismo nelle montagne: strategie famigliari nella prima fase di industrializzazione nel Comasco. Bologna: Il mulino, 1989.
- Anastasia, ovvero La malizia degli uomini: relazioni sociali e controllo delle nascite in un villaggio ticinese, 1650-1750. Roma: Laterza, 1992.
- Adamocrazia: famiglie di emigranti in una regione alpina, Svizzera italiana, 18º secolo., Bologna: Il mulino, 2000.
- Il fuoco acceso. Famiglie e migrazioni alpine nell'Italia dell'età moderna. Roma, Donzelli, 2005 (con Luigi Lorenzetti).

### Saggi e capitoli di libro
- Una fabbrica di uomini: l'emigrazione dalla montagna comasca, Melanges de l'Ecole francaise de Rome, Moyen Age - Temps modernes, tome 96, 1984,1, pp. 154–175.
- Donne sole nelle valli e nelle montagne, in Il lavoro delle donne, a cura di A. Groppi, Roma-Bari, Laterza, 1996, pp. 229–246.
- Bestie a due gambe. Le donne nelle valli insubriche, in L'Alpe, 4, 2001, pp. 20–23.